# Sexdrega
Sexdrega – miejscowość (tätort) w Szwecji, w regionie administracyjnym (län) Västra Götaland, w gminie Svenljunga.
Według danych Szwedzkiego Urzędu Statystycznego liczba ludności wyniosła: 802 (31 grudnia 2015), 782 (31 grudnia 2018) i 814 (31 grudnia 2019).